# Johannes de Doperkerk (Standdaarbuiten)
De Johannes de Doperkerk is een voormalige parochiekerk in de tot de Noord-Brabantse gemeente Moerdijk behorende plaats Standdaarbuiten. De kerk is gelegen aan de Markt 25.

## Geschiedenis
Standdaarbuiten zelf ontstond in 1525-1526 door inpoldering. Er werd in 1548 een kerk gebouwd, die door de katholieken in 1560 van een toren werd voorzien. In 1570 werd de kerk geplunderd door de Watergeuzen, maar daarna werd ze weer hersteld. 
In 1648 moest de kerk worden afgestaan aan de hervormden. Zij konden vanaf 1763 een schuurkerk inrichten die ze tot 1863 gebruikten. Ze hadden omstreeks 1810 weliswaar de oude dorpskerk terug gekregen, maar deze verkeerde in vervallen staat. Daarna konden ze kerken in een eenvoudig neogotisch kerkje naar ontwerp van P. Soffers. Deze kerk werd in 1924 gesloopt en vervangen door een nieuwe kerk.
Dit betreft een grote laat-neogotische kerk, ontworpen door J. Oomen. Deze kerk werd in 2014 onttrokken aan de eredienst, omdat het aantal kerkgangers tot ongeveer 20 was geslonken. In 2015 werd de kerk verkocht aan een particulier.

## Gebouw
Het betreft een grote bakstenen kruiskerk met een breed schip en een vijfzijdig afgesloten koor. Merkwaardig is de asymmetrische voorgevel met rechts naast de ingang een zware voorgebouwde toren met stompe spits. Vroeger was de toren hoger, maar in 1944 werd het bovenste deel van de toren en de spits verwoest door oorlogsgeweld, waarna men de toren niet meer geheel heeft herbouwd. Links van de gevel vindt men een achtzijdig traptorentje.
De kerk is in 2014 geklasseerd als gemeentelijk monument.